# Cadena Pulvermacher
La cadena Pulvermacher, o en la seva totalitat com es venia, la cadena hidroelèctrica Pulvermacher, era un tipus de pila voltaica venuda a la segona meitat del segle xix per a aplicacions mèdiques. El seu principal mercat es trobava entre els nombrosos practicants xarlatans que aprofitaven la popularitat del tractament relativament nou de l'electroteràpia (o «electrificació», com es coneixia llavors). Es construïa a partir de nombroses cel·les enllaçades, cosa que la feia flexible mecànicament. Una variant destinada a portar-la embolicada en una part del cos durant llargs períodes es coneixia com a «cadena galvànica» o «cinturó elèctric de Pulvermacher».
La companyia Pulvermacher va atreure un gran antagonisme de la comunitat mèdica a causa de l'ús sense permís de noms de metges coneguts en la seva publicitat. La naturalesa del seu negoci (la seva venda a través de xarlatans i la promoció de les pràctiques dels xarlatans) també la feia impopular entre la comunitat mèdica. Malgrat això, la cadena Pulvermacher es va promocionar àmpliament com una font d'electricitat útil per a fins mèdics i científics, fins i tot entre els més crítics de la companyia Pulvermacher.

## Construcció i funcionament

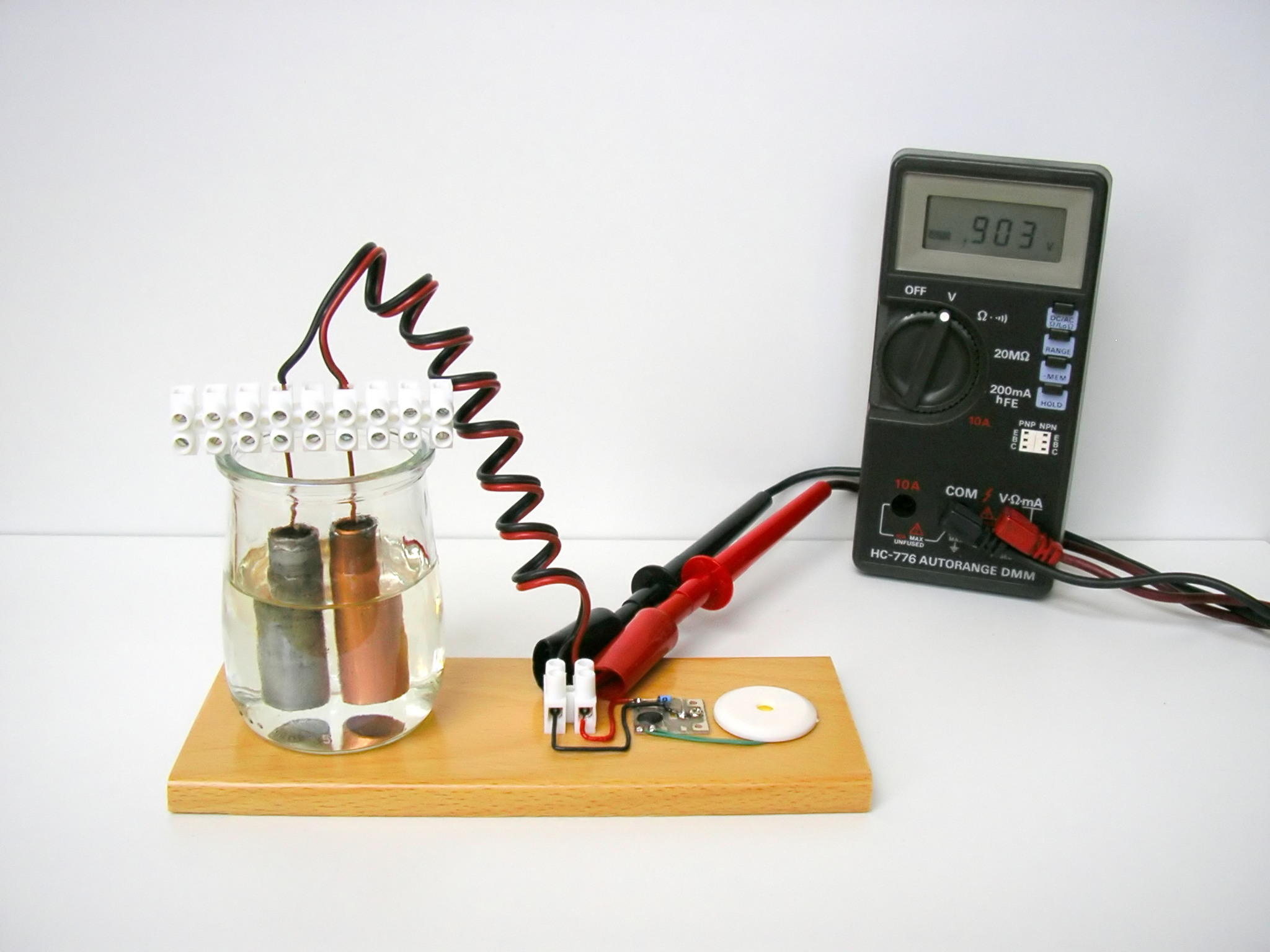
Demostració de pila voltaica (només una cel·la). L'electròlit utilitzat és el vinagre en lloc de l'àcid sulfúric nociu. La tensió generada per aquesta única cel·la (0,95 V en circuit obert) i el corrent (de 4 a 2 mA quan es produeix un curtcircuit) no és capaç d'encendre una bombeta ni un LED

Elèctricament, la cadena funcionava com una pila voltaica, però es va construir completament diferent. Els elèctrodes eren de coure (per al càtode) i zinc (per a l'ànode), amb l'electròlit format per vinagre o algun altre àcid feble o una solució salina.
Cada cel·la consistia en una clavilla de fusta amb un bobinat bifilar de cables de coure i zinc. Les clavilles estaven ranurades helicoidalment, com un rosca, per situar els cables amb precisió en la seva posició. Això permetia col·locar els cables de coure i zinc molt a prop l'un de l'altre sense entrar en contacte elèctric. No es podien utilitzar cables aïllats, ja que això interferiria en el funcionament de l'electròlit. Els cables de coure s'inserien als extrems de les clavilles a les quals se soldaven els bobinats de coure i zinc. Aquests cables finals estaven units o tenien ganxos i ulls per fixar-se a altres cel·les. Aquests accessoris proporcionaven les connexions elèctriques i els enllaços mecànics per a unir moltes cel·les.
Cada cel·la estava connectada a la següent amb el bobinatge de coure d'una que estava connectada al bobinat de zinc de la següent. Les cel·les es podrien connectar de punta a punta, o bé per a un muntatge més compacte, una al costat de l'altra, a la manera de baules d'una cadena. El voltatge subministrat al conjunt estava controlat pel nombre de cel·les connectades així, i podia arribar a ser força elevat, tot i que el corrent disponible no era més que el produït per una sola cel·la (per augmentar el corrent, calia augmentar la mida de les cel·les). L'enrampada elèctrica provocada per aquestes cadenes es va descriure com a «forta» per a una cadena de 120 baules i com «perceptible» per a una de 50 baules.
Abans d'utilitzar-se, la cadena es remullava amb vinagre de manera que les clavilles de fusta absorbien l'electròlit. Es va escollir la fusta que s'utilitzava per a fabricar clavilles per ser un material molt poròs, de manera que es maximitzava la quantitat d'electròlit absorbit. La cadena continuaria produint una tensió fins que s'assecaven les clavilles i, després, s'havia de tornar a remullar la cadena amb vinagre. Normalment, la cadena es carregava ficant i traient lentament dins d'un bol de vinagre.
Es podria incloure una «baula especial» a la cadena que incorporava un circuit interruptor. El propòsit de l'interruptor era connectar i desconnectar ràpidament el circuit de manera que el corrent normal constant de la bateria es convertís en un corrent que variès ràpidament. La pràctica habitual de les bateries elèctriques d'ús mèdic era alimentar la sortida de l'interruptor a una bobina d'inducció per augmentar la tensió aplicada al pacient per l'acció del transformador. Tanmateix, a la patent de Pulvermacher no s'esmenta l'ús de bobines d'inducció; la bateria de Pulvermacher podria produir grans tensions només afegint més baules a la cadena. No obstant això, l'interruptor causa un efecte en què un corrent interromput produeix una sensació d'enrampada elèctrica més forta en el pacient que un corrent constant. Una característica nova de l'interruptor de Pulvermacher era que funcionava mitjançant l'acció d'una molla vibrant moguda pels moviments del pacient, sense necessitat d'una manipulació externa. Les versions posteriors de la cadena Pulvermacher van utilitzar interruptors accionats per rellotges, la frequència d'interrupció dels quals es podia ajustar de manera que es pogués controlar la freqüència dels xocs del pacient. Normalment, la freqüència de la interrupció elèctrica era establerta pels metges, tot i que ja n'hi havia alguns models que utilitzaven interruptors automàtics electromecànics.
El 1869 va aparèixer una variant d'aquesta cadena. Es va prescindir de les clavilles de fusta i es va fer servir un tub buit de zinc o magnesi. El mateix tub de zinc formava l'ànode de la cel·la i, sobre aquest, s'enrotllava el càtode de filferro de coure, o en una altra versió, anells de plaques de coure. El tub de zinc i el filferro de coure es mantenien separats per un fil. El magnesi no era utilitzat habitualment pels fabricants de bateries de l'època a causa del seu preu molt alt (a diferència d'avui en dia) en comparació amb el zinc. No obstant això, una cel·la feta amb magnesi en lloc de zinc produeix al voltant del doble de voltatge. El que era més important per a Pulvermacher, la cel·la encara produïa una mica més de tensió si l'electròlit era substituït per aigua. Pulvermacher va comercialitzar un tipus de cadena dissenyada per ser portada envoltada al voltant d'una extremitat que funcionava amb la suor corporal que actuava com un electròlit i no necessitava carregar-la amb un electròlit procedent d'una font externa. Pulvermacher també va produir una «versió de butxaca» més petita de la cadena que tenia menys baules que la versió completa de 120 cel·les.

## Pulvermacher
Isaac Lewis Pulvermacher (Breslau, 1815 - Londres, 1884) va ser un físic i inventor preocupat originalment pel telègraf elèctric. Va publicar per primera vegada detalls de la seva cadena l'agost de 1850 en alemany, i a l'hivern d'aquest mateix any va arribar a la Gran Bretanya per demostrar la màquina a metges notables. Va visitar Londres i Edimburg en aquest viatge. Va donar la seva residència de Breslau (Regne de Prússia) en la seva patent als Estats Units d'Amèrica el 1853. Abans, però, havia arribat a Gran Bretanya des de Viena, i totes les fonts britàniques de l'època el descriuen com «el de Viena».

## Opinió mèdica

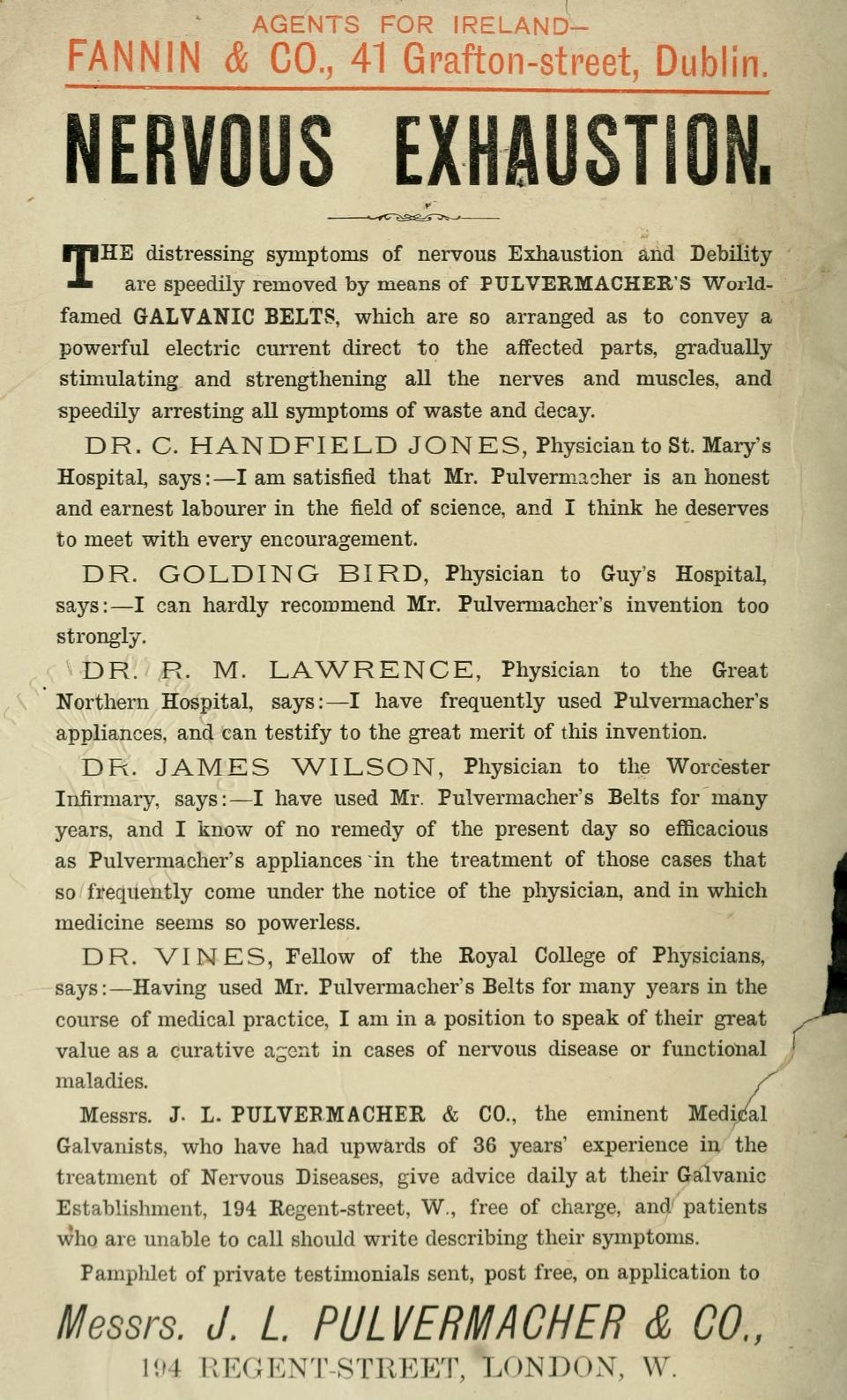
Advertència a l'Irish Journal of Medical Science, 1886

Al principi, hi va haver una reacció molt positiva cap a Pulvermacher. A principis de 1851, Pulvermacher va regalar a Golding Bird, un metge conegut de Londres interessat en l'electroteràpia, una mostra de la màquina amb la qual experimentar. Bird se’n va quedar prou impressionat perquè posteriorment va donar a un representant de la Pulvermacher Company un testimoni com a carta de presentació als metges d'Edimburg. Bird va pensar que la bateria seria una font útil d'electricitat portàtil i es podria utilitzar per tractar els pacients amb algunes formes de paràlisi a casa seva. Els equips contemporanis no eren molt portàtils i, en el cas de les màquines de fricció, requeria operaris qualificats. A l'octubre de 1851, Bird va considerar que havia provat el dispositiu prou per donar-li un article brillant a The Lancet. Però fins i tot en aquesta primera etapa hi va haver signes de inquietud. Tot i que va escriure l'informe favorable a The Lancet, Bird va sentir la necessitat de criticar l'agent de la Pulvermacher Company a Londres, C. Meinig, per haver promocionat el dispositiu com una «panacea universal» per a qualsevol malaltia en els anuncis de la companyia. Bird era un oponent incansable dels xarlatans, i va ser particularment ràpid a criticar el tractament elèctric mèdic no qualificat, ja que considerava que aquesta era una raó per la qual es retenia l'acceptació professional del seu propi treball en electroteràpia. El mercat de practicants xarlatans era el mateix sector al qual anaven dirigides les pretensions sense restriccions de la Pulvermacher Company. No obstant això, Bird va ser prou amable per excloure específicament el propi Pulvermacher de la responsabilitat d'aquestes afirmacions «inflades injudiosament».
L'abril de 1853 la situació s'havia tornat molt tensa. Meinig havia utilitzat extractes del testimoni proporcionat per Bird sense el seu permís per tal de reforçar la publicitat de la companyia, que no tenia cap suport mèdic. Bird va amenaçar amb una ordre judicial, però Meinig es va negar a desistir i va intentar donar a entendre que Bird es beneficiava de la publicitat. Una campanya d'escriptura de cartes d'un doctor McIntyre contra els anuncis de Pulvermacher va donar lloc a un intercanvi de cartes a l'Association Medical Journal. Bird va deixar clar que només havia recomanat la cadena com a font d'electricitat convenient i que no tenia cap dels poders curatius anunciats, sobretot els que se suposava que produïen resultats instantanis (un curs típic d'electroteràpia en aquell moment podia durar diversos mesos). Va criticar que algunes de les cadenes que es venien proporcionaven un corrent «massa feble» per a qualsevol ús mèdic, i va assenyalar que el procediment proposat per embolicar el dispositiu al voltant d'un membre afectat el faria inútil, ja que un camí conductor a través de la pell impedia que es desenvolupés un voltatge útil als terminals de la cel·la (Pulvermacher va suggerir a la seva patent que el contacte amb el cos generava prou electricitat per ser efectiu fins i tot sense electròlit). Això va provocar que Journal eliminés els anuncis de Pulvermacher de les seves pàgines. L'Association Medical Journal va ser seguida ràpidament pel Medical Times, i amb una pressió creixent sobre The Lancet perquè fes el mateix, aquest suport mèdic professional va acabar amb el dispositiu, almenys de moment.
Malgrat aquest inici en la professió mèdica, la cadena Pulvermacher es va continuar descrivint en revistes i llibres científics i mèdics com una eina útil durant les dècades del 1850 i 1860, fins i tot fins i tot esmentada en els actes de la Royal Society. Fins i tot Bird, en el moment més àlgid de la seva disputa amb la companyia Pulvermacher, es va trobar capaç de dir «la bateria de Pulvermacher és una font d'electricitat enginyosa i útil ...» Tot i que va ser prohibida a gran part de la premsa mèdica, la companyia Pulvermacher no va restringir les seves reclamacions publicitàries o l'ús de noms destacats. El Col·legi de Dentistes va investigar el seu possible ús com a anestèsic durant l'extracció de les dents, però no va trobar cap benefici, ja que el dispositiu sovint incrementava el dolor. El 1869, la companyia Pulvermacher es va tornar a trobar com a objecte de discussió a la premsa mèdica quan van participar en processos judicials. Aquesta vegada, l'empresa va ser víctima dels xarlatans quan el seu producte va ser copiat amb imitacions de mala qualitat i aquesta va ser la causa del cas judicial. El Medical Times es va motivar per això a examinar l'eficàcia de la cadena Pulvermacher, que va acabar un llarg període del publicacions ignorant-lo com un instrument inútil de xarlatans. El resultat va ser una revisió molt positiva de la funció de la cadena.

## Competència i decadència
Pulvermacher va patentar la bateria de les cadenes als Estats Units d'Amèrica el 1853. Aviat va ser seguida pel «cinturó de cadenes amb bateria» o «cinturó elèctric». Els cinturons elèctrics es van fer molt populars als Estats Units d'Amèrica, molt més que a Europa. Això va provocar que la seu de la companyia es traslladés a Cincinnati a la dècada del 1880 amb el nom de Pulvermacher Galvanic Company, però encara mantenia el nom de Pulvermacher de Londres pel prestigi que ja tenia a Europa. Els primers models s'havien de remullar amb vinagre abans d'utilitzar-los, com a Anglaterra, però més tard es van introduir els models que funcionaven per l'acció galvànica de la suor corporal. Atès que el dispositiu es venia essencialment com a remei de xarlatans, només era necessari generar prou electricitat perquè el portador la pogués sentir, per lleugera que fos, i saber que funcionava.
Es van fabricar diferents tipus de cinturons elèctrics per a totes les parts imaginables de l'anatomia humana: extremitats, abdomen, pit, coll, de vegades usades al mateix temps. Pulvermacher tenia fins i tot un model dissenyat per fixar-se als genitals masculins en un sac especial que pretenia curar la impotència i la disfunció erèctil. Pulvermacher va promoure una teoria segons la qual la pèrdua del «vigor masculí» a edats avançades era una conseqüència de la masturbació durant la joventut, que feia que el subministrament limitat de semen (que proporcionava el vigor) s'esgotès aviat. El dispositiu de Pulvermacher estava destinat a solucionar aquesta manca de vigor.

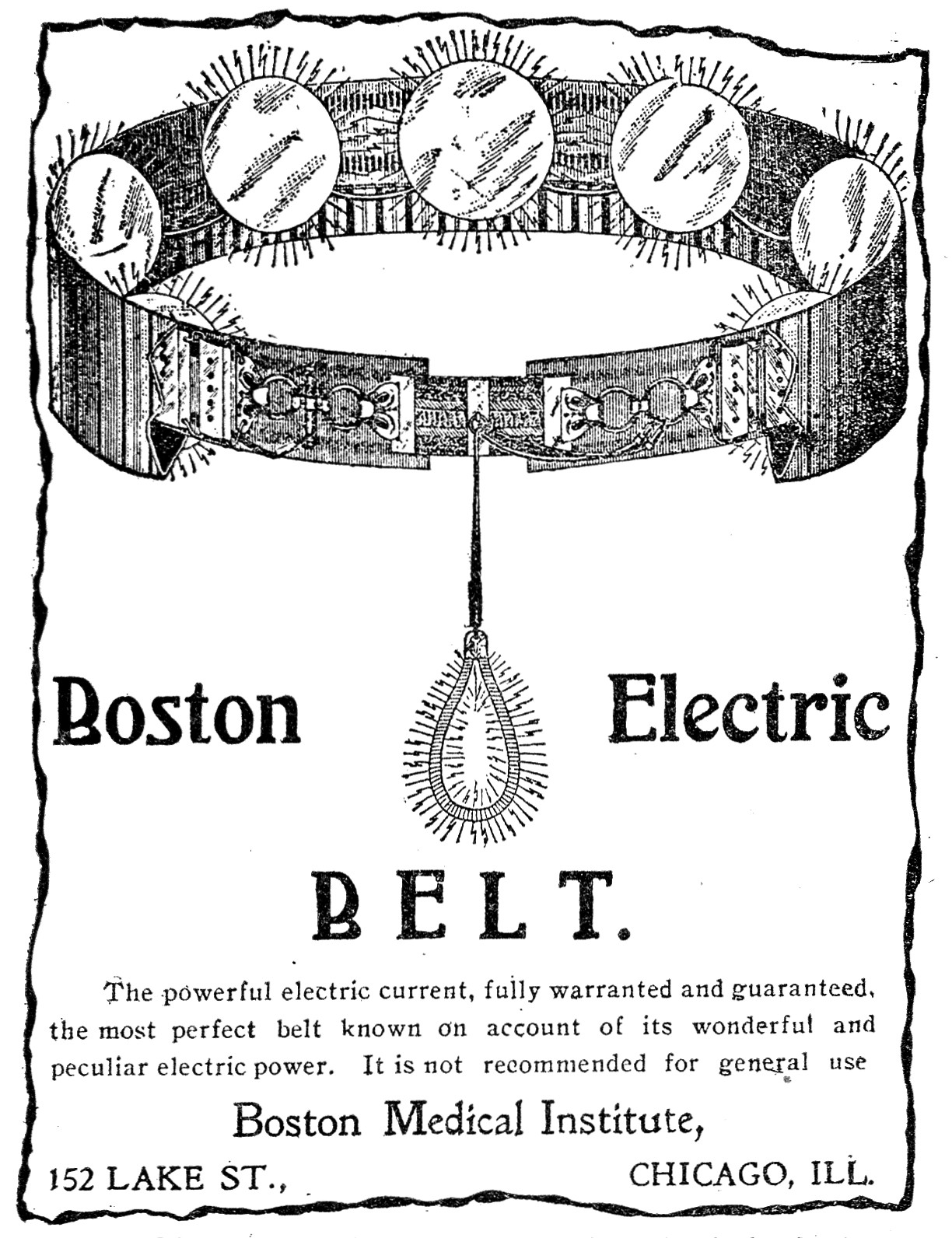
Un dels seus competidors, el Boston Electric Belt (Cinturó elèctric de Boston)
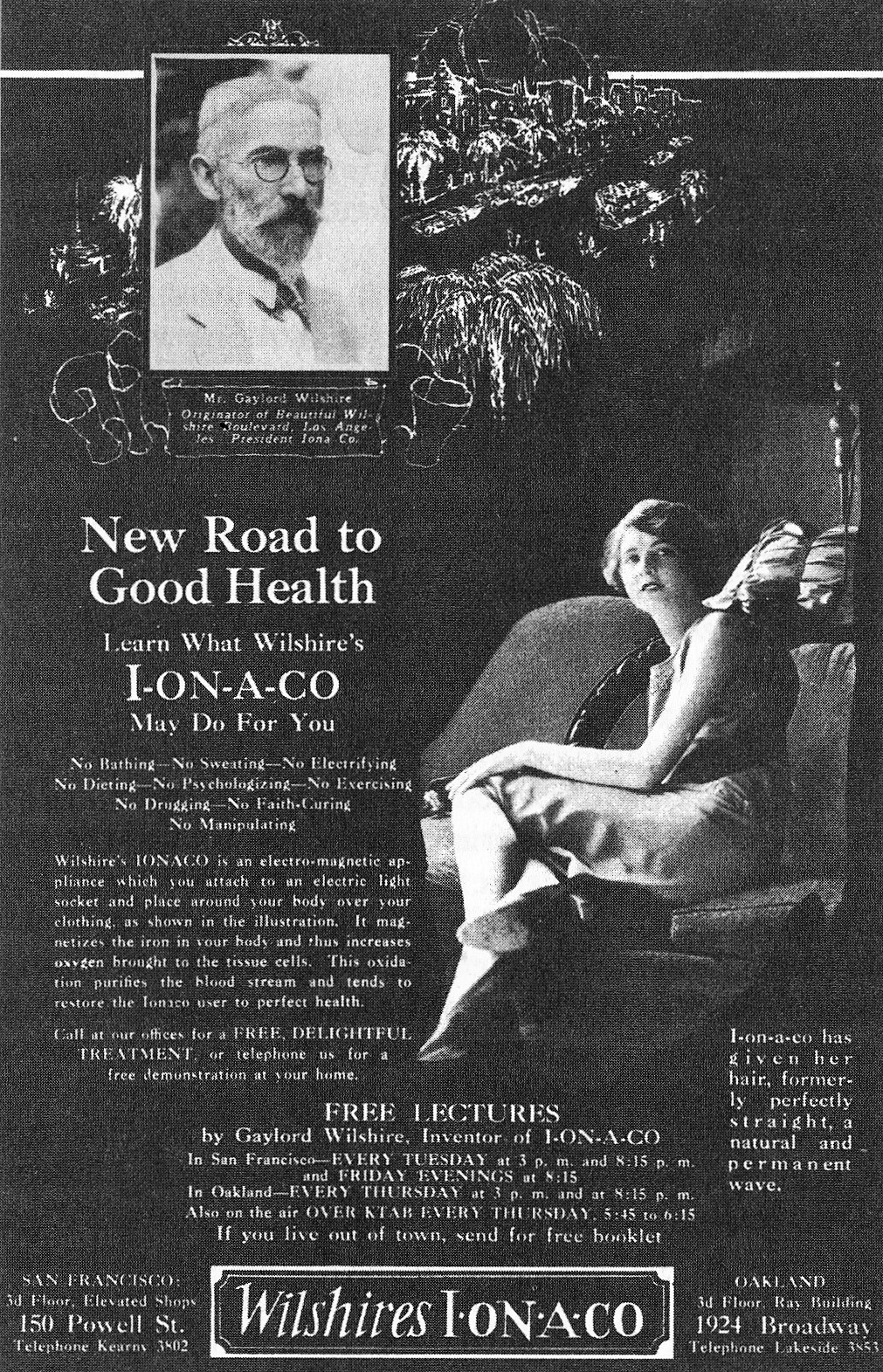
Publicitat del cinturó Ionaco, de Henry Gaylord Wilshire

La competència va ser molt intensa per a aquest lucratiu mercat, i aquesta competència es va tornar cada vegada més extravagants. Entre els molts competidors de Pulvermacher als Estats Units d'Amèrica hi havia la German Electric Belt Company (en realitat amb seu a Nova York), Dr. Crystal, Dr. Horn, Addison, Edson, Edison, Owen i Heidelberg. La Edison va ser fundada per Thomas Edison Junior, el fill del famós Thomas Edison. Owen era originària de Nova York, però es va expandir per tot el país fins que va abandonar el negoci a causa d'un frau. A Europa també hi havia competidors. La Medical Battery Company d'Anglaterra va fer un popular cinturó. Van intentar (sense èxit) demandar l'Electric Review quan aquell diari els va acusar de xarlatanisme el 1892. L'Iona Company, una empresa amb seu a Oregon fundada per Henry Gaylord Wilshire, encara venia cinturons el 1926 i obtenia grans beneficis: 36.000 dòlars (520.000 dòlars actuals) nets després de vendre 2.445 cinturons en cinc mesos. A finals de la dècada del 1920, la popularitat del cinturó elèctric va disminuir severament (però no el públic que demanava altres cures elèctriques) i els científics feia temps que havien desenvolupat una millor tecnologia per a generar electricitat que les bateries dels cinturons.

## En la cultura popular
La cadena Pulvermacher (sobretot en la seva forma de portar-la al cos) era tan familiar a finals del segle xix i principis del xx, que no calia donar explicacions a la gent. Per exemple, hi ha referències a la novel·la Madame Bovary quan el personatge Homais, que porta diverses cadenes Pulvermacher, es descriu com «més embenat que un escita».